# ARNsn U5

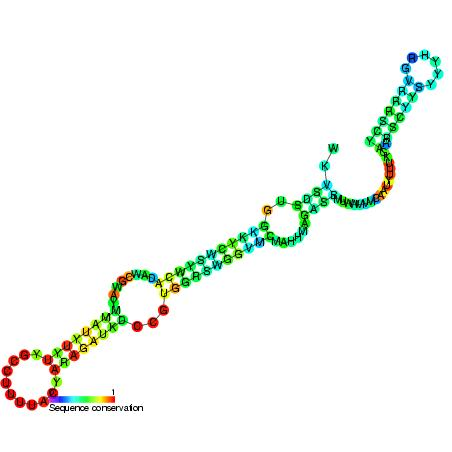
Un ARNsn U5. Les parties rouges sont les parties invariantes.

L’ARNsn U5 est un petit ARN nucléaire (snRNA ou ARNpn) entrant dans la composition des petites ribonucléoprotéines nucléaires U5. Il forme le complexe actif pour l'épissage avec l'ARNsn U2 et l'ARNsn U6, appelé tri-snRNP, mais son rôle n'est pas connu avec précision. Il interviendrait dans le rapprochement des deux extrémités des deux exons à suturer avant excision de l'intron.
C'est le seul des ARNsn que l'on retrouve dans les deux types de splicéosomes.